# Jiří Helekal
Jiří Helekal (* 13. února 1947 Praha) je český zpěvák, skladatel a hudebník.

## Kariéra
Začínal jako bigbeatový hudebník roku 1963 se skupinou Komety, kde se setkal s Vladimírem Mišíkem a Radimem Hladíkem. Ovládá hru na řadu nástrojů (kytara, housle, violoncello, klavír, flétna, banjo, kontrabas nebo akordeon).
Studoval na konzervatoři Jaroslava Ježka, mnoho písní si složil sám, jiné skládal i pro další zpěváky (např. pro Věru Martinovou, Evu Pilarovou nebo Ivetu Bartošovou).
Od roku 1968 působil v divadle Semafor, kde zpíval s SHUT UP, skupinou Františka Ringo Čecha. V Semaforu spolupracoval také s Jiřím Suchým, Jiřím Šlitrem, Jiřím Grossmannem a Miloslavem Šimkem. V roce 1969 debutoval na singlu Supraphonu, ale už v roce 1970 přestoupil k Pantonu. Roku 1973 se spojil se skupinou Proměny, s níž vyjížděl do sousedních zemí a na hudební festivaly.
Zhruba od začátku 21. století vystupuje s dcerami Anetou a Kateřinou v rodinné kapele Helekaly Family. Vystupuje s repertoárem zahrnujícím kantilénu, rock, lidovou píseň a šansony až po písně budovatelské.
Kromě hudební činnosti také hrál v několika filmech (např. Rafťáci, Ženy v pokušení, Revival) a v muzikálech (Kleopatra, Tři mušketýři ad.). V roce 2020 učil také zpěv na Mezinárodní konzervatoři Praha, oddělení muzikálu.

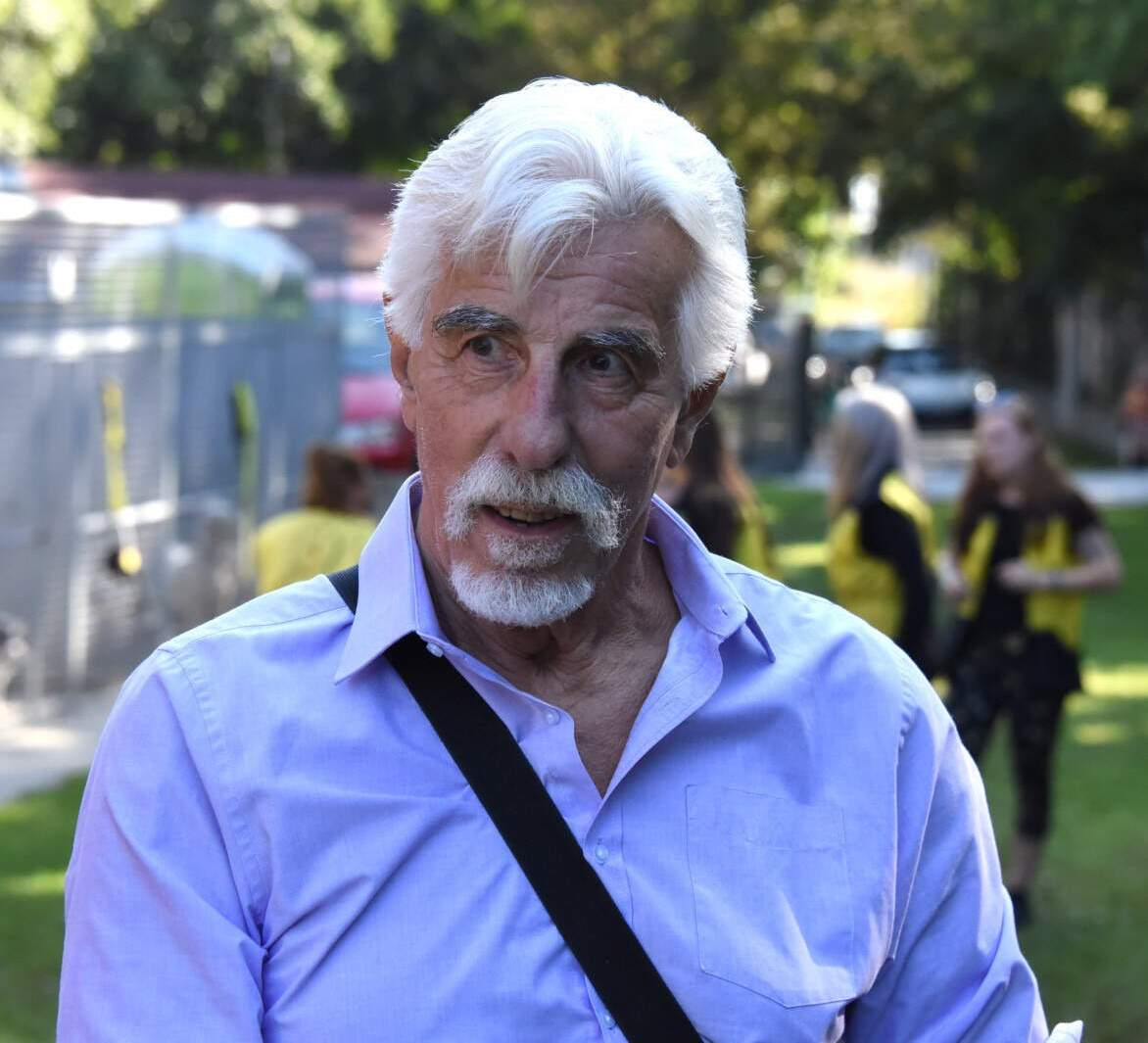
Jiří Helekal (2023)

## Diskografie
Natočil řadu singlů, mezi nejznámější patří např. Dívka vzdálená, Pyšná dáma, Volám vás helou, Vařili jsme kaši, Osmnáct, Kamarádi hrajeme dál (s Vítězslavem Vávrou) a mnoho dalších.
- Tulákův návrat (LP) (1969–1978)
- Jen mi věnuj kousek ráje (CD) (1978–1987)
- Trampská oáza 1 (CD) (1994)
- Trampská oáza 2 (CD) (1996)
- Trampská oáza 3 (CD) (1997)
- Zlatá trampská oáza (CD) (1998)
- Tenkrát... tenkrát... (CD) (1996)

## Filmy
- 13. komnata Jiřího Helekala, rež. Vít Olmer, 2024